# Mineral Point (thị trấn), Wisconsin
Mineral Point là một thị trấn thuộc quận Iowa, tiểu bang Wisconsin, Hoa Kỳ. Năm 2010, dân số của thị trấn này là 1.017 người.